# 平沼落川

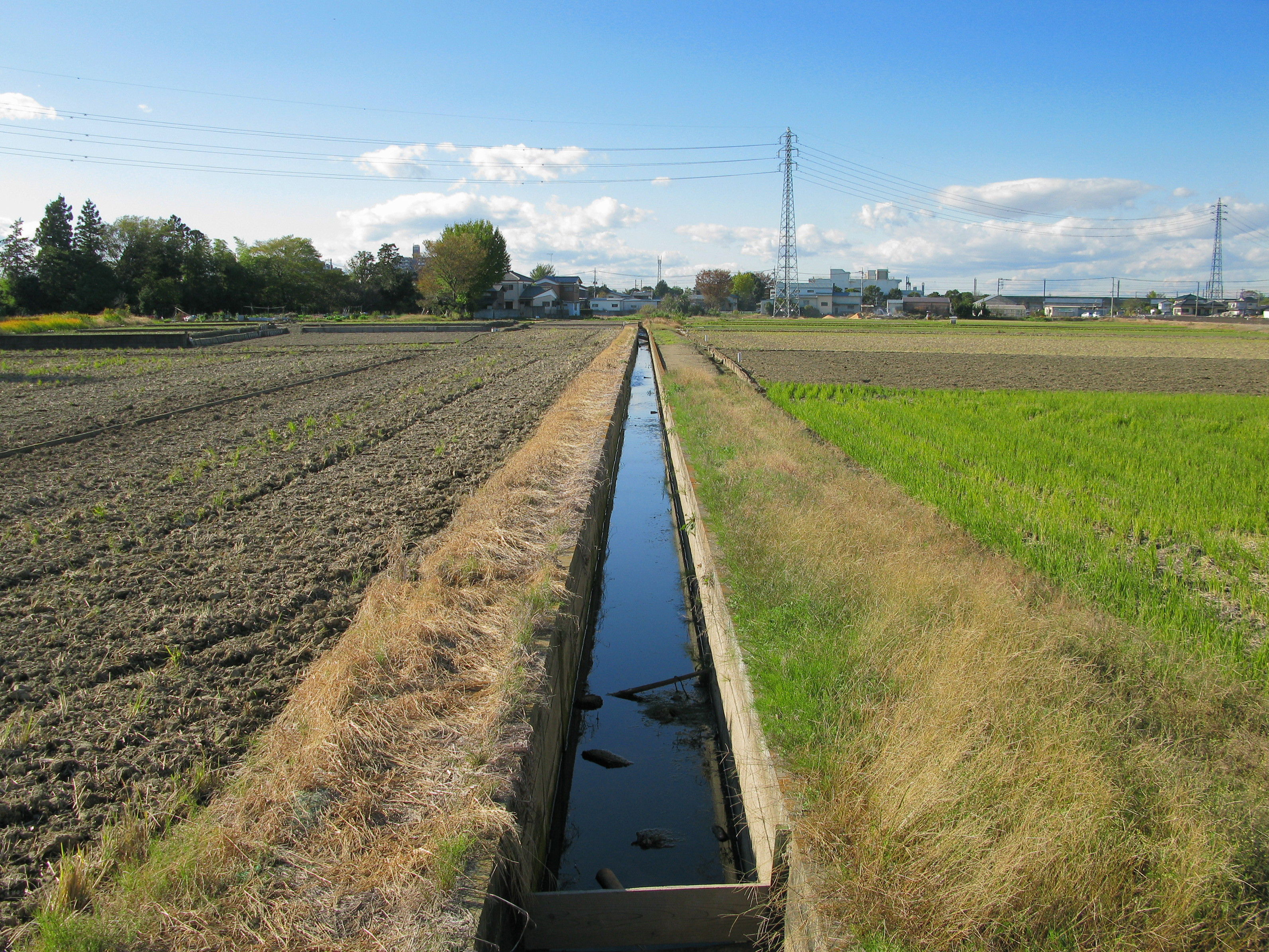
久喜市野久喜地区

平沼落川（ひらぬまおとしがわ）は、埼玉県久喜市を流れる水路である。

## 概要
埼玉県久喜市野久喜と西大輪との境にある天王新堀川との分流地点（天王堰、溜井および水門が設けられている）を起点とし、久喜市青葉1丁目と5丁目の境目の地点より青毛堀川に合流・終点となる。
久喜市青葉はかつて平沼土地区画整理事業が行われる以前、大字青毛字平沼・大字吉羽字平沼と呼ばれる湿田などの耕地であった。平沼とは青毛南西部・吉羽中北部に存在した小字（青毛小学校付近など一部では現存）の一つであるが、常樂寺の南方より青毛堀川の東側に存在していた低地であり、主に水田として利用されていた土地である。またこの水路は平沼落（ひらぬまおとし）とも称される。古くには五柱神社（青毛北西部に所在）の北側周辺にて流作水路を分水していた。
かつては大字青毛字平沼・大字吉羽字平沼と呼ばれていた地区（大かた現在の青葉1丁目〜5丁目に該当。また一部には大字栗原や他の小字地を含む。）に平沼用水・平沼悪水・平沼分水と称される水路が存在し、それぞれ用水路・排水路として利用されてきた。これらの流域に青毛特定土地区画整理事業・平沼土地区画整理事業・栗原土地区画整理事業が立ち上がると、それまでの農業地域から市街化への変化に伴い、これらの水路の流路は整理され、大かた一本の水路としてまとめられた。そして現存しているのが平沼落川である。（一部には旧流路の名残が存在している。）平沼用水・平沼悪水・平沼分水については下記のそれぞれの節を、また現存の流路については下記の流路節を参照されたい。
分流として五柱神社（青毛神社）の東側より分流し護摩山常楽寺の正門前および青毛のハンノキ並木沿いを流れ、ふれあいセンター久喜の西側で天王新堀川へ至る流れがある。これはかつての平沼分水（大境堀）の残存流路である。

## 平沼用水

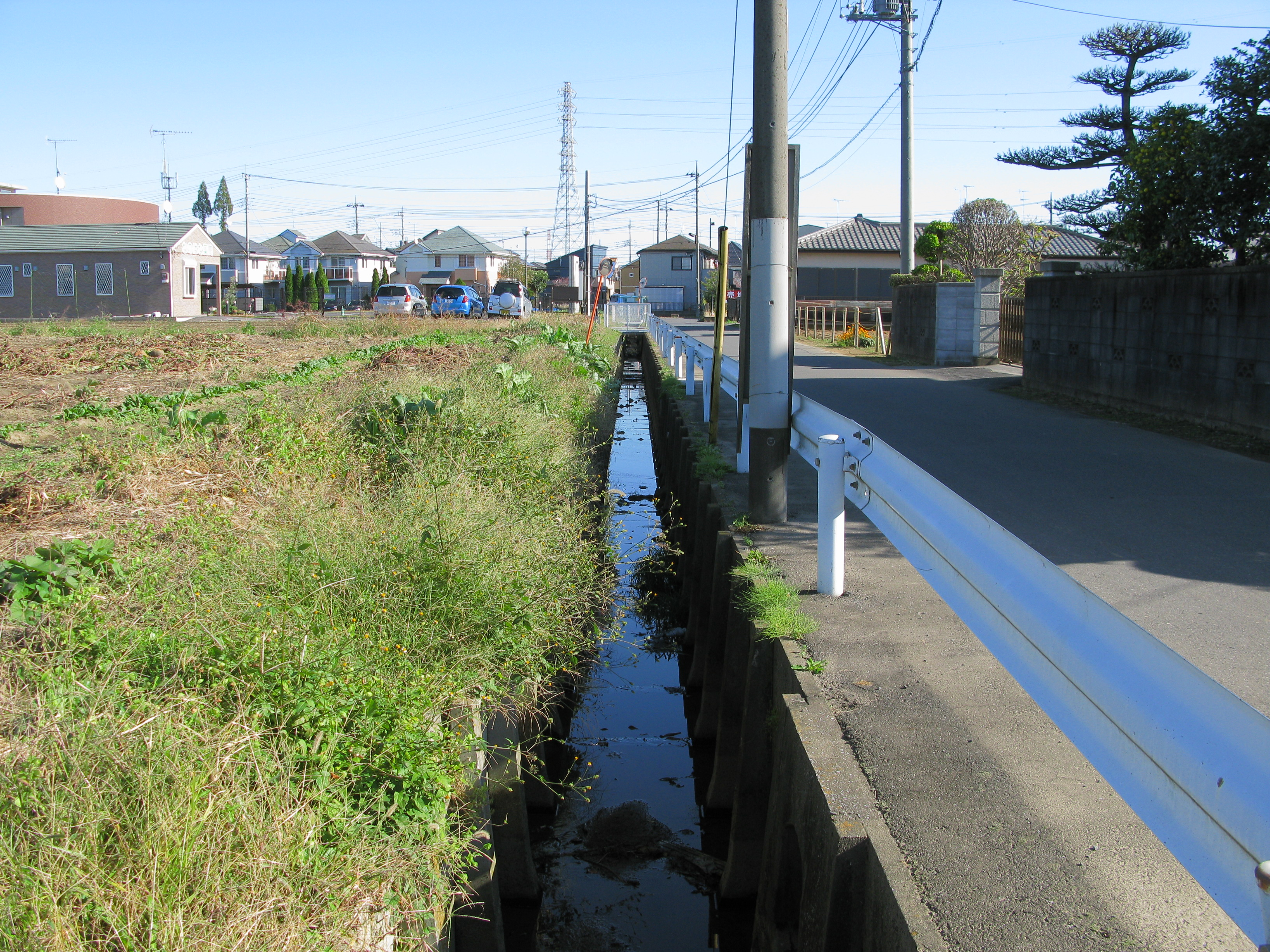
久喜市青毛地区

平沼用水（ひらぬまようすい）とは明治期の記録である武藏國郡村誌（第十二巻142頁）に「平沼堀」として記述されている水路である。かつて、現在のピースロード付近で二条の水路に分水していた。本流はそのまま大きな弧を描くように平沼の東方を流下し、支流は分流地点より南南西へ流れ埼玉県道153号幸手久喜線を横断後（現在の青葉公園北東部に所在する入口付近にて横断）、流路を南東へ変え、平沼悪水方面へ流下していた。この支流が平沼土地区画整理事業・青毛特定土地区画整理事業にて流路を多少移動されつつ、青毛小学校より久喜東中学校南東までの区間における、後の平沼落川の本流になる。平沼用水の本流は支流と分流後、大きな弧を描きながら大字青毛字中村（北側）と大字青毛字平沼（南側）の境界のやや字平沼側を東南方へ流下し、埼玉県道153号幸手久喜線を横断、大字栗原字谷足方面へ流下していた。その後大字吉羽字一番方の集落の西方に沿うように南流・南西へと弧を描きながら流下し、大字吉羽字平沼（現在のけやき通り（市道平沼和戸線）、吉羽大橋付近）にて青毛堀川へと流下、終点となっていた。
本流が埼玉県道153号幸手久喜線を横断する付近の流路においては平沼土地区画整理事業が行われた後、青葉側では平沼悪水の区画整理事業後の流路へと平沼用水の流末を付け替えた。その後、青毛特定土地区画整理事業によって青毛側の流路は埋め立てられ、本流はかつての平沼用水の支流の区画整理事業後の流路へと付け替えられた。このように後から青毛側の区画整理事業が行われたため、久喜東中学校の東側の流路が残ることとなった。

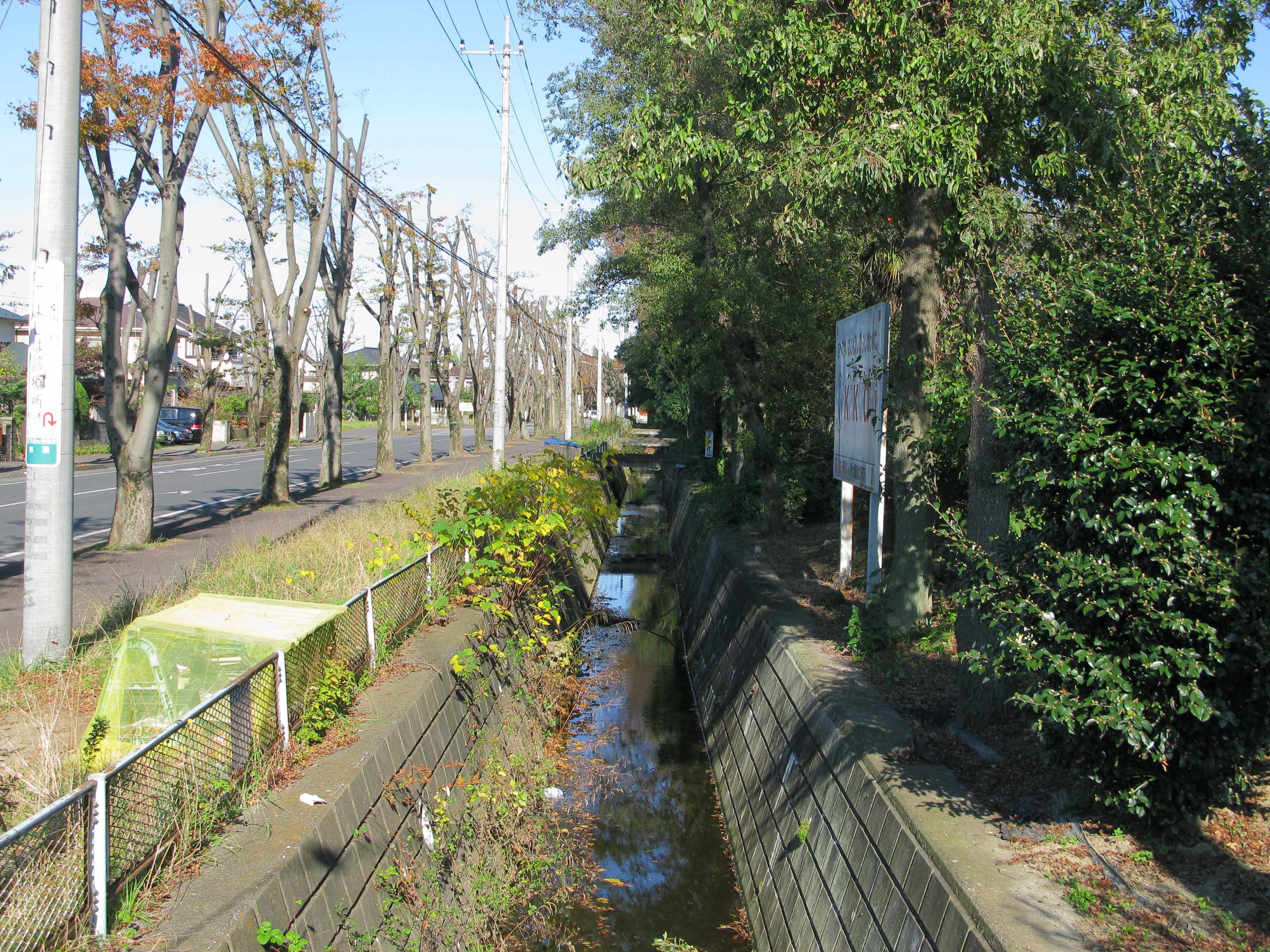
けやき通り脇に残存する水路

現在の青葉5丁目より、けやき通りを挟み反対側（東側）をけやき通りに並行して南へと流下し、吉羽大橋の東側にて青毛堀川へと至る流路が存在するが、これは平沼用水の残存流路の一つである。現在この区間では水源がないこともあり用水路としてではなく、もっぱら排水路として利用されている。
平沼用水の東方に沿うように、大字青毛字中村より大字吉羽の青毛堀川橋梁「江口橋」まで古道が存在していた。現在、青毛地内では土地区画整理事業のため一部のみ現存、栗原地内では土地区画整理事業のため栗原2丁目地内にて一部現存、栗原1丁目以南からは全線現存している。

## 平沼悪水
平沼悪水（ひらぬまあくすい）とは平沼用水より供給され、水田で利用されたのち排水された水を集め流下していた悪水路である。ほぼ直線的な流路を持ち、字平沼の北東部（現在のおおよそ久喜東中学校の校庭付近）を起点とし、現在の青葉3丁目（西側）・青葉4丁目（東側）の境および青葉1丁目（西側）・青葉5丁目（東側）の境の平沼落川の流路のほぼ西方に並行する形で流下し、現在の青葉五丁目公園付近にて平沼落川の東側に並行するようになり青毛堀川まで流下していた。青毛堀川との合流地点は、今日の平沼落川の合流地点より約100m程下流であった。今日の平沼落川の青葉3丁目・青葉4丁目の境と青葉1丁目・5丁目の境の流路は、平沼悪水の平沼土地区画整理事業後の整理された（置き換えられた）流路である。

## 平沼分水

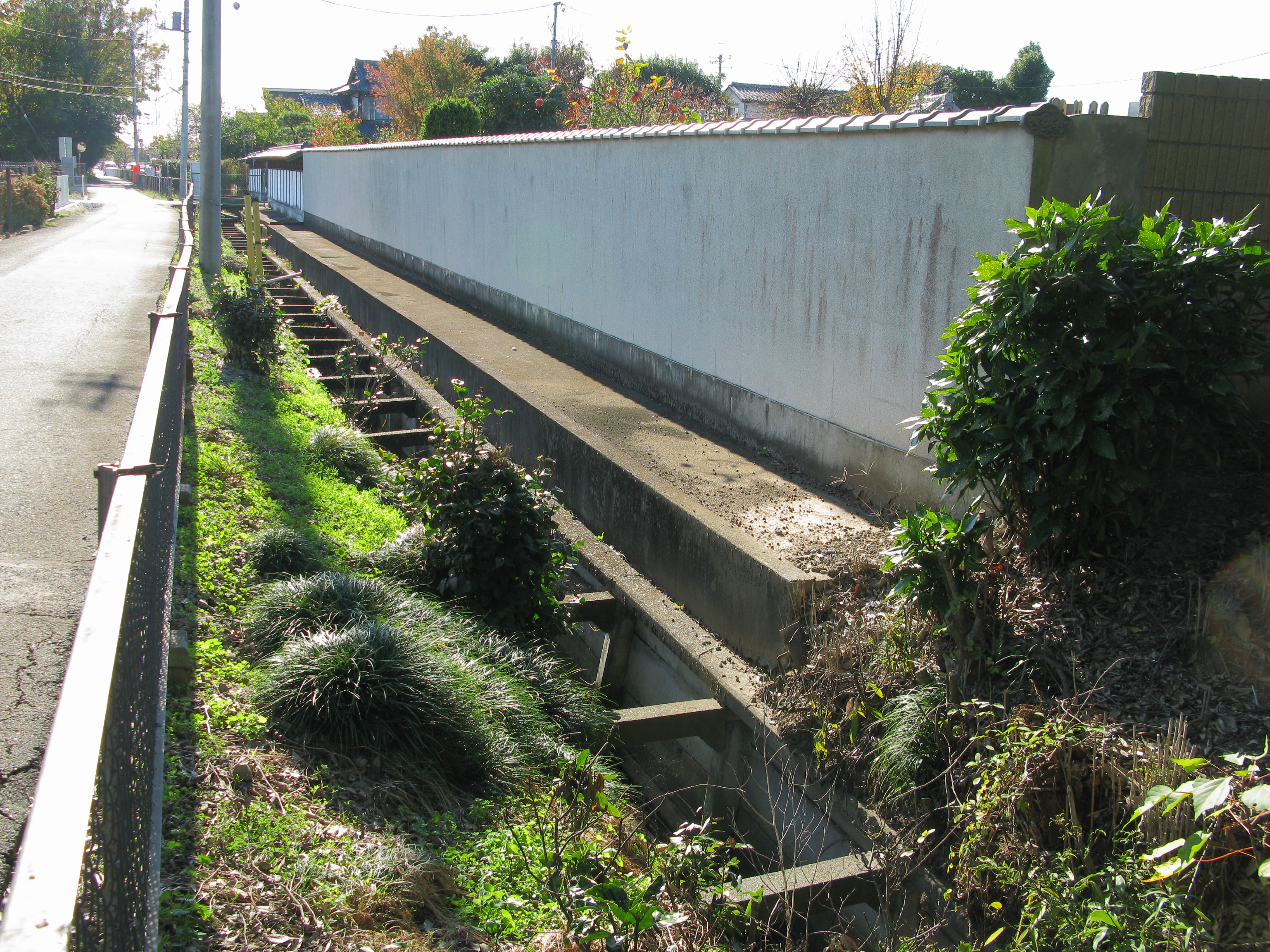
五柱神社付近の水路

平沼分水（ひらぬまぶんすい）とはかつて武藏國郡村誌（第十二巻142頁）に「大境堀」として記述されていた水路である。大境堀は古くは天王新堀からの分水地点より呼ばれていたが、その後天王新堀との分水地点より五柱神社までの区間は平沼用水に名称変更されていた。現在では平沼土地区画整理事業およびふれあいセンター久喜西側の天王新堀東側沿い道路の建設等の影響により、五柱神社よりふれあいセンター久喜の西側で天王新堀へ至る部分の流路のみが現存する。平沼土地区画整理事業以前に存在していた平沼分水の流路は、五柱神社より同神社の東側・常樂寺の東側つたいに南南西方向へ流下し、天王新堀の東側を並行し流下、埼玉県道153号幸手久喜線を南側へ横断後、約30 mくらい流下したところで南東へ流路を変えさらにしばらく流下したところで南南東へ流路を変え平沼悪水へと至っていた。埼玉県道153号幸手久喜線横断後に流下していた地点は現在のおおよそ青葉地区の北西部から中央部を通過する地点に該当する。

## 流路
（注意：ここに記されている流路は現在のものである。）
- 起点：久喜市野久喜および西大輪の天王新堀川より分流。
- 野久喜および西大輪の境界を東へ流下する。
- けやきの木共同作業所付近より両岸とも青毛となる。
- 五柱神社（青毛神社）東側で分流、本流はそのまま東へと青毛字中村を流れる（支流は南の天王新堀川へ）。
- 久喜市立青毛小学校北東、おのクリニック前で暗渠となり、青毛字平沼（西側）と青毛1丁目（東側）の境界および青毛1丁目南西部を流下する。（暗渠の上は歩道およびピースロード）
- 暗渠にて埼玉県道153号幸手久喜線を横断し、青葉公園東側で再び開渠となる。
- 青葉3丁目を久喜市立久喜東中学校西側沿いおよび南側沿いに流れ、南東側でかつての分流と合流する。
- 青葉3丁目（西側）・4丁目（東側）の境界を道路西側沿いに南へ流下する。
- 青葉中央通りを横断後、青葉1丁目（西側）と5丁目（東側）の境界を道路西側沿いに南西へ流下する。
- 久喜市立青葉小学校南東側を流れ、青葉さくら通りを横断し青毛堀川へ至る。合流直前に水門が設けられている。
- 終点：青毛堀川

## 橋梁

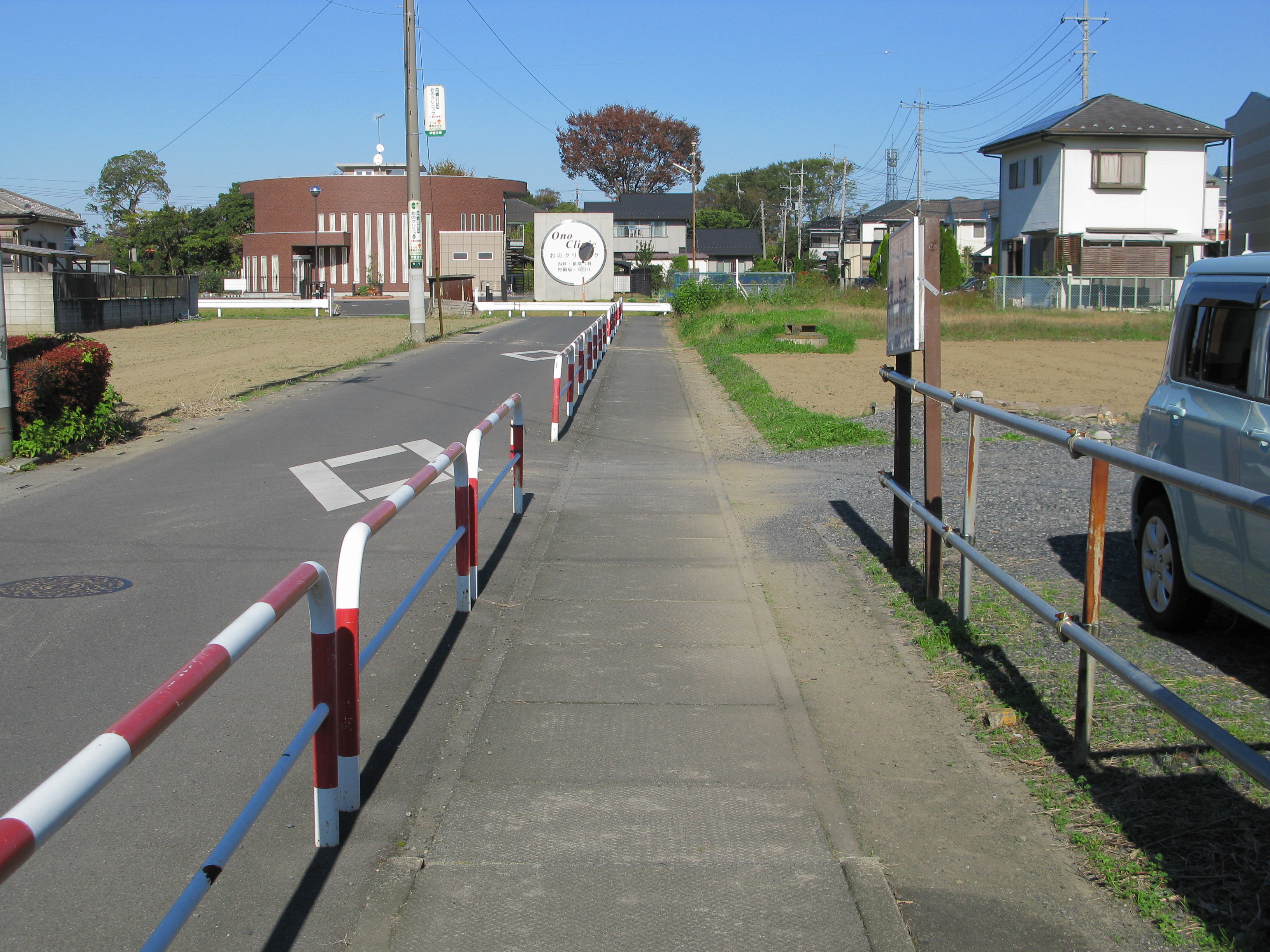
青毛小学校付近

（注意：ここに記載されている橋梁・暗渠は現在のものである。）
- けやきの木共同作業所北側
- 五柱神社（青毛神社）東側
- 個人所有の橋脚（二件）
- 久喜市立青毛小学校北側
- なのはな薬局前
- おのクリニック前

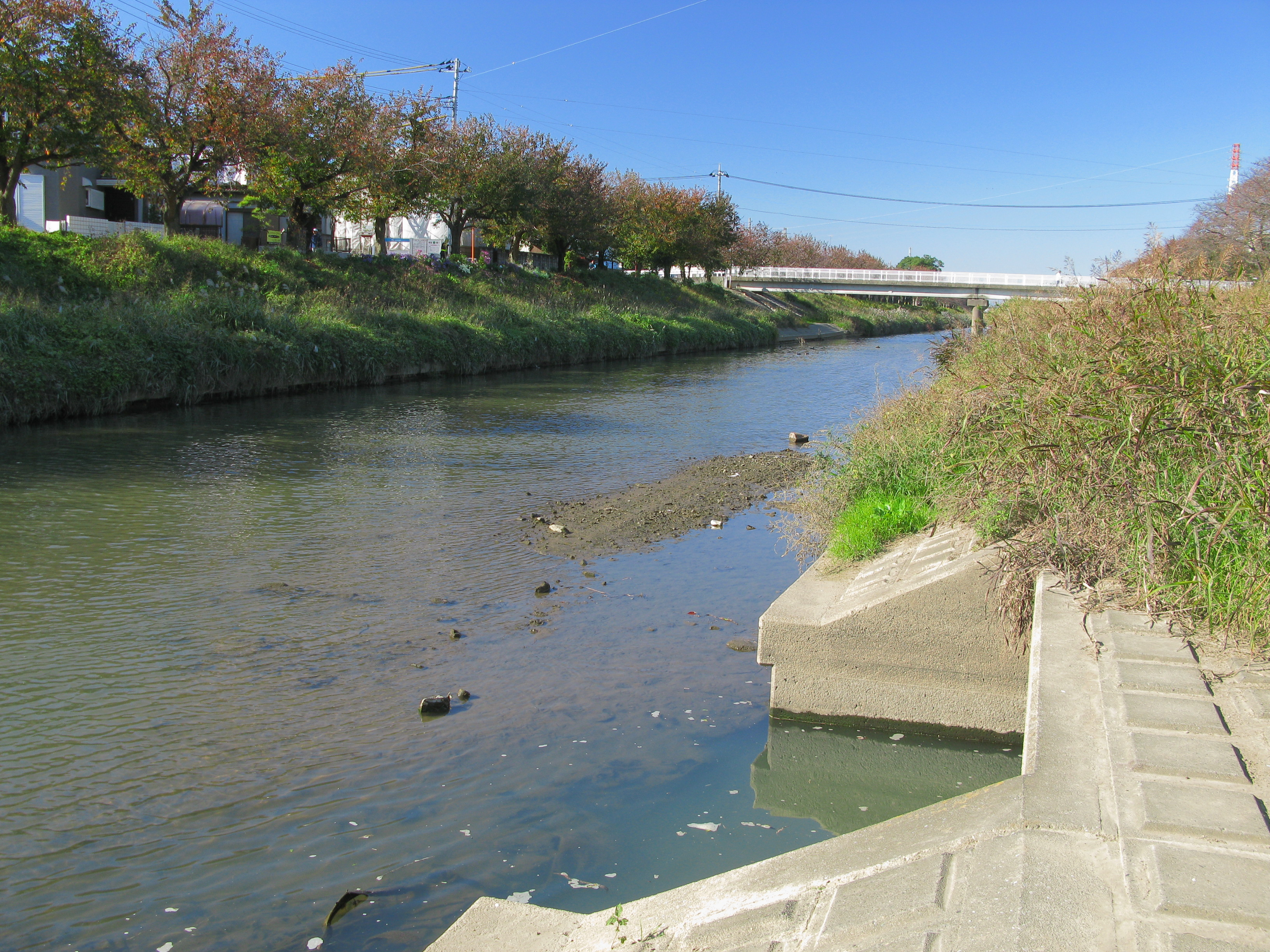
平沼落川と青毛堀川の合流点

- 暗渠区間（埼玉県道153号幸手久喜線を含む）
- 久喜市立久喜東中学校南側（2橋）
- 青葉3・4丁目間（4橋）
- 青葉中央通り橋梁
- 青葉1・5丁目間（2橋）
- 青葉さくら通り橋梁

## 周辺の施設

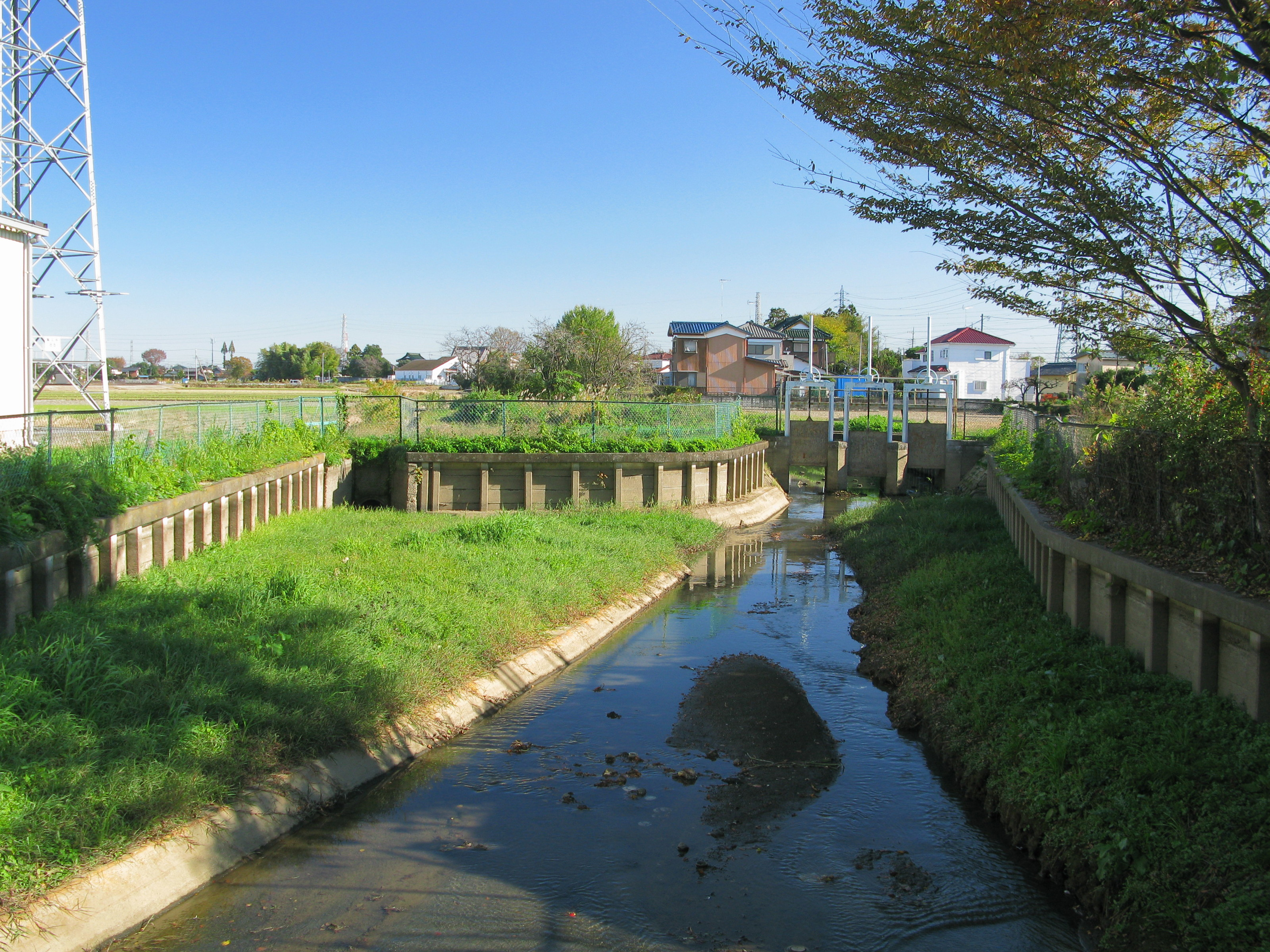
天王堰

- 天王堰
- けやきの木共同作業所
- 五柱神社
- 護摩山常楽寺
- 久喜市立青毛小学校
- 青葉公園（青毛歩道橋）
- 久喜市立久喜東中学校
- 青葉台あけぼの幼稚園
- 青葉四丁目公園
- 青葉五丁目公園
- 久喜市立青葉小学校